# Burggraafschap Comborn
Het burggraafschap Comborn was een feodaal territorium in de Bas-Limousin (vandaag het departement Corrèze) dat de gebieden van Vigeois, Vézère en de Corrèze ten zuiden van de Monédières omvatte.  De gelijknamige, vandaag nagenoeg volledig gesloopte burcht bevindt zich in de gemeente Orgnac-sur-Vézère en werd destijds gebouwd om de burggraven van Limoges de weg naar het gebied te versperren.
De eerste bekende burggraaf, Archimbald I van Comborn, leefde aan het einde van de 10e eeuw.  Hij werd "Rottend Been" (Gamba puirida in het Occitaans) genoemd nadat bij het beleg van Turenne zijn been klem raakte tussen een zware poort en werd verpletterd.  Maar meer nog was hij bekend als ‘de Slager’ omdat hij zijn tegenstander in mootjes placht te hakken zoals een slager het vlees op zijn hakblok.  Archimbald lijkt daarmee een familietraditie te hebben gevestigd, want zijn nakomelingen blonken onder de zo al niet zachtzinnige edelen uit door hun felheid, hun ambities en hun wreedheid, waarbij ze ook elkaar bepaald niet spaarden.
Niettemin - of misschien juist daardoor - wist het huis de Comborn snel uit te groeien tot een van de grote feodale dynastieën van de Bas-Limousin.  Reeds Archimbald I bekwam in 984 het aanpalende zuidelijke burggraafschap Turenne door de dood van zijn zwager.  Het werd het erfdeel van zijn zoon Ebles, die het beroemde huis Turenne  begon.  In 1040 splitste men het burggraafschap Ventadour van dat van Comborn af voor Archimbalds zoon Ebles I, die ook al een eigen, wijdvertakt huis begon.  En in 1139 ten slotte wist Gwijde IV van Comborn het burggraafschap Limoges te bemachtigen door zijn huwelijk met Markieza van La Marche, dochter van Adelbert IV van La Marche; hij werd daarmee de derde Comborn die een nieuwe dynastie opstartte, die in 1290 weer zou uitsterven met erfdochter Marie. 